# داشوو
داشوو (به آلمانی: Dechow) یک شهر در آلمان است که در نوردوست‌مکلنبورگ واقع شده‌است. داشوو ۲۱۷ نفر جمعیت دارد.